# Beinn Sgulaird
Beinn Sgulaird är ett berg i Storbritannien.   Det ligger i kommunen Argyll and Bute och riksdelen Skottland, i den nordvästra delen av landet, 600 km nordväst om huvudstaden London. Toppen på Beinn Sgulaird är 937 meter över havet, eller 663 meter över den omgivande terrängen. Bredden vid basen är 14,6 km.
Terrängen runt Beinn Sgulaird är huvudsakligen kuperad.Runt Beinn Sgulaird är det mycket glesbefolkat, med 5 invånare per kvadratkilometer. Närmaste större samhälle är Ballachulish, 12,3 km norr om Beinn Sgulaird. I omgivningarna runt Beinn Sgulaird växer i huvudsak blandskog.